# Botryogen
Botryogen ist ein eher selten vorkommendes Mineral aus der Mineralklasse der „Sulfate, Selenate, Tellurate, Chromate, Molybdate und Wolframate“, genauer ein wasserhaltiges Magnesium-Eisen-Sulfat mit der chemischen Zusammensetzung MgFe3+[OH|(SO4)2] • 7H2O.
Botryogen kristallisiert im monoklinen Kristallsystem und entwickelt meist prismatische, gestreifte Kristalle von orangeroter Farbe, deren Kristallflächen Glasglanz aufweisen. Er findet sich aber auch in traubigen und radialstrahligen Mineral-Aggregaten.

## Etymologie und Geschichte
Erstmals beschrieben wurde Botryogen 1815 durch Jöns Jakob Berzelius, der es nach altgriechisch βότρυς bótrys, deutsch ‚Weintraube‘, und γεννάειν gennáein, deutsch ‚hervorbringen, erzeugen‘, sinngemäß also „Weintrauben tragend“ in Bezug auf die traubigen und stalaktitischen Ausbildungsformen, wie sie in der Typlokalität Falun in Schweden vorgefunden wurden.

## Klassifikation
In der alten (8. Auflage) und neuen Systematik der Minerale nach Strunz (9. Auflage) gehört der Botryogen zur Abteilung der „Wasserhaltigen Sulfate mit fremden Anionen“. Seit der 9. Auflage der Strunz’schen Mineralsystematik ist diese Abteilung allerdings präziser unterteilt nach der Größe der beteiligten Kationen und der Kristallstruktur. Das Mineral findet sich daher jetzt entsprechend in der Unterabteilung „mit mittelgroßen Kationen und Ketten von kantenverknüpften Oktaedern“.
Auch die Systematik der Minerale nach Dana ordnet den Botryogen in die Klasse der Sulfate (und verwandte Verbindungen) ein, dort jedoch in die Abteilung der „Hydratisierten Sulfate mit Hydroxyl oder Halogen mit der allgemeinen Formel (A+B2+)(XO4)Zq • x(H2O)“.

## Bildung und Fundorte
Botryogen ist ein typisches Sekundärmineral, das sich durch Oxidation aus Pyrit bei ariden Klimabedingungen bildet.
Bisher konnte das Mineral an 38 Fundorten nachgewiesen werden (Stand: 2009), nämlich La Alcaparrosa (San Juan) in Argentinien; Mount Isa in Australien; die Regionen Antofagasta und Tarapacá in Chile; Lalaye in den Vogesen; Rammelsberg und Ronneburg (Thüringen) in Deutschland; Haji Abbad in der iranischen Provinz Hormozgan; die italienischen Regionen Ligurien, Piemont und Toskana; Shikoku in Japan; Sillian in Österreich; Falun in Schweden; Smolník in der Slowakei; Minas de Riotinto in Spanien; Balaklawa in der Ukraine; Rudabánya und Cserhát im nördlichen, ungarischen Mittelgebirge; sowie in Arizona, Kalifornien, Nevada, Ohio, Pennsylvania, Tennessee und Utah in den USA.

## Kristallstruktur
Botryogen kristallisiert im monoklinen Kristallsystem in der Raumgruppe P21/n (Raumgruppen-Nr. 14, Stellung 2) mit den Gitterparametern a = 10,51 Å, b = 17,85 Å, c = 7,14 Å und β = 100,00° sowie vier Formeleinheiten pro Elementarzelle.